# Sarah Ramsland
Pour les articles homonymes, voir Ramsland.
Sarah Katherine Ramsland (née McEwen) (19 juillet 1882-4 avril 1964) est une femme politique provinciale canadienne de la Saskatchewan. Elle représente la circonscription de Pelly à titre de députée du Parti libéral de la Saskatchewan à partir d'une élection partielle en 1919 à 1925. Elle est la première femme à siéger à l'Assemblée législative de la Saskatchewan.

## Biographie
Née à Boon Lake Township (en) dans le Minnesota, elle est la fille du politicien local Bowman C. McEwen et la petite-fille du représentant au parlement du Minnesota, Charles D. McEwen (en). Devenu enseignante, elle épouse Max Ramsland, fils du représentant du Minnesota Ole Ramsland, à Buffalo Lake dans le Minnesota in 1906. Le couple s'installe en Saskatchewan en 1906, d'abord à Canora et ensuite à Buchanan et Kamsack.

## Vie politique
Max Ramsland est élu député libéral dans Pelly en 1917, mais meurt de la grippe espagnole l'année suivante en 1918. Sarah Ramsland est alors élue lors de l'élection partielle. Durant son premier mandat, le premier ministre William Melville Martin lui propose de seconder une motion visant à accepter le discours du trône, mais elle décline cet honneur.
Réélue en 1921, elle est défaite lors des élections de 1925. En tant que députée d'arrière-ban, elle intervient peu en chambre. Néanmoins, elle introduit un amendement pour demander au gouvernement fédéral de permettre de modifier loi sur le divorce pour permettre aux femmes d'en avoir recours lorsque leur l'époux provoque l'adultère, alors que se privilège n'était seulement disponible pour les hommes.
Après sa défaite, elle travaille à la bibliothèque provinciale et dans plusieurs organisations pour les femmes.
En 1942, elle épouse le l'homme d'affaires William George Scythes. Elle meurt à Prince Albert à l'âge de 81 ans.